# Sachiko Kobayashi

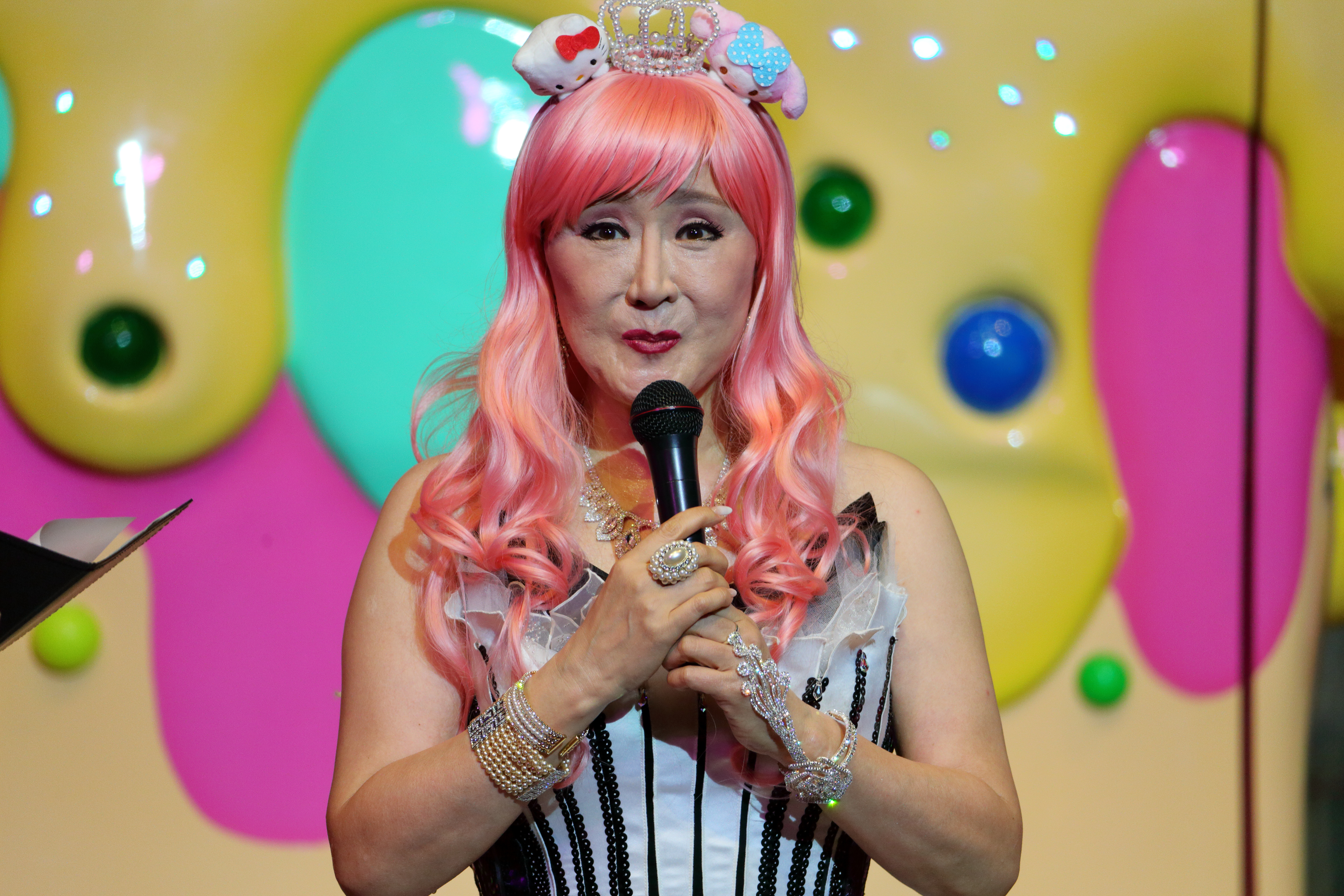
Sachiko Kobayashi (2017)

Sachiko Kobayashi (japanisch 小林 幸子, Kobayashi Sachiko; * 5. Dezember 1953 in Chūō-ku, Niigata) ist eine japanische Enka-Sängerin und Schauspielerin.

## Leben
1963 überstand Sachiko Kobayashi, als neunjährige Schülerin im vierten Schuljahr das Auswahlverfahren für die Sendung Utamane Tokuhon (歌まね読本, „Vorgesungenes Lesebuch“) des TBS und wurde vom Vorsitzenden der Jury Masao Koga rekrutiert. Die damaligen Musikprogramme wurden live gesendet und es gab ein Zeitfenster für Kinder. Das neunjährige Mädchen erinnerte an Misora Hibari. Ihre Nachahmungen sorgten dafür, dass sie erwachsene Teilnehmer besiegte. Die außerordentliche sängerische Begabung sowie die erfolgreichen Nachahmungen führten dazu, dass sie später die zweite Hibari genannt wurde. Masao Koga rief sie zur Siegerin des Wettbewerbes aus.
Als Sachiko Kobayashi mit ihrer Familie 1964 eine Reise nach Tokyo unternahm, besuchten sie Koga in seinem Büro. Kogas Komposition Usotsuki Kamome wurde für Sachiko Kobayashi zu einem glänzenden Debüt. Diese Aufnahme wurde 200 000 mal verkauft. Die als Hibari die Jüngere geltende Sachiko Kobayashi wirkte energisch bei Daiei als Kinderschauspielerin.
Chiyoko Shimakura sei sofort auf sie aufmerksam geworden, wie sie selbst in der Talkshow Big show auf NHK zugab. „Saki, behandele die Garderobe mit genauso viel Respekt als wenn du auf der Bühne vor dem Publikum stehst. Mach keinen Lärm oder sowas da drin.“ warnte Shimakura sie.
Von diesem Augenblick an fühlte sich Sachiko dazu bewogen, Chiyoko Shimakura Kā-san (母さん, „Mutti“) zu nennen. Chiyoko Shimakura nannte ihrerseits Sachiko Kobayashi stets Sachi (幸, Glück). Bis dato ist Sachiko Kobayashis freundschaftliche Einstellung zu Chiyoko Shimakura so vertraut geblieben, wie die einer Tochter.
1968 spielte Sachiko Kobayashi die Hauptrolle in der Supotu-Kon Dorama Aoi Taiyō (青い太陽, „Die blaue Sonne“).
Sachiko Kobayashi gab in der Sendung Itsu mite mo Haranbanjō (いつみても波乱万丈) zu, sie habe, als sie noch minderjährig war, ihr Alter verhehlt und sich selbst als 20-Jährige ausgegeben, um an Nachtaktivitäten teilzunehmen.
Sachiko Kobayashi änderte ihren Namen jedes Mal, wenn sie sich bei einem neuen Plattenlabel registrierte: (小林幸子, Sachiko Kobayashi bei Nippon Columbia und Warner Music Japan; 小林さち子, Sachiko Kobayashi bei Victor Entertainment; 岡真由美, Oka Mayumi?, bei Teichiku Records).
1974 registrierte sie sich in der ersten Produktionsfirma. 1977 erschienen Nacktbilder von ihr im Wochenmagazin Heiban panchi (平凡パンチ, „Durchschnittlicher Faustschlag“). 1979 wurde ihr Lied Omoide Sake (おもいで酒, „Erinnerungssake“) 2 Millionen Mal verkauft und somit zum Millionenseller. Diesem Erfolg verdankte Sachiko Kobayashi ihre erste Teilnahme an der 30. Kōhaku Uta Gassen Ende desselben Jahres. Bei der 21. Ausgabe des Japan Record Award gewann Sachiko Kobayashi den japanischen Grand Prix (der Umsatz von Omoide Sake übertraf den des Gewinners 魅せられて, Miserarete, dt. Angelockt).
1980 erschien ein weiterer großer Schlager, Tomarigi (とまり木, „Barhocker“). Es folgten Futari wa hitori (ふたりはひとり, „Zwei sind allein“), Moshikashite Part II (もしかしてPartII, „Falls Part II“, Duett mit Katsuhiko Miki), Yukitsubaki (雪椿, „Schneekamelie“).
1983 erfolgte ihre Auslandstournee in Brasilien und Los Angeles. 1987 von der Produktionsfirma unabhängig geworden, gründete Sachiko ihre eigene Werbeagentur. 1988 trat sie zum 10. Mal in der Kōhaku Uta Gassen auf. 1993 fand ein Konzert anlässlich ihres 40. Geburtstags in der NHK-Halle in Shibuya statt. Im Dezember desselben Jahres trat sie zum 15. Mal in der Kōhaku Uta Gassen auf.
1996 stellte Sachiko Kobayashi ihre Karriere als Enka-Sängerin ein und ging in Nippon Columbia über.
1997 sang sie den Abspanntitel Pocket ni Fantasy (ポケットにファンタジー, Poketto ni Fantajī, „Phantasie in der Tasche“) in dem von TV Tokyo ausgestrahlten Anime Pokémon. Von da an wurde ihre Tätigkeit mit diesem Anime verbunden. Poketto ni Fantajī wurde zum ersten Mal in Dennō Senshi Porygon ausgestrahlt. In demselben Jahr wurden Imakuni? und die für Suziku-san (スズキサン) verfasste Single Torikaekko purīzu (とりかえっこプリーズ, „Austausch, bitte!“) verkauft.
1998 war der 35. Jahrestag ihrer Bühnenkarriere. Im Palais des Jazz in Tokyo fand das Live-Konzert 35th ANNIVERSARY Boogie&Blues statt. Sachiko Kobayashi trat mit dem Abspanntitel Kaze to issho ni (風といっしょに, „Zusammen mit dem Wind“) zum ersten Pokémon-Film auf. In demselben Jahr beteiligte sie sich mit diesem Lied auch am 49. Kōhaku Uta Gassen.
1999 wurde im Shinjiku Koma Theater der Film Karei naru Sachiku no Sekai (華麗なる幸子の世界, „Die Welt der prächtigen Sachiko“) vorgestellt.
2001 verstarb Sachiko Kobayashis Mutter.
2003 wurde der 40. Jahrestag ihrer Bühnenkarriere gefeiert. Zusammen mit ihrem vertrauten Freund Ken’ichi Mikawa spielte sie eine Rolle im 華王 des Herstellers von Pachinko-Geräte Kyōraku Sangyō. Ein Gedenkstein des Liedes Yukitsubaki mit einer Waka-Inschrift wurde in der Stadt Kamo errichtet.
2005 war Sachiko Kobayashi Preisrichterin bei der 47. Ausgabe des Japan Record Award.
2006 wurde sie mit dem „Matsuo-Preis für Bühnenkunst“ (松尾芸能賞, Matsuo Geinōshō) ausgezeichnet. Ihr wurde eine Dankschrift vom Minister für Bau- und Verkehrswesen überreicht. Sachiko Kobayashi empfing die Medaille am Dunkelblauen Band.
Ihrem Lied Echigo Zesshō (越後絶唱, „Gedicht über Echigo“) wurde 2007 in Nagaoka ebenfalls ein Gedenkstein mit einer Waka-Inschrift gewidmet.
Im Jahre 2008 nahm Sachiko Kobayashi an der Kōhaku Uta Gassen mit dem Lied Rōran (楼蘭) teil. Das war ihr 30. Auftritt. In drei Schauspielhäusern fanden Veranstaltungen anlässlich des 45. Jahrestages ihrer Karriere statt.
Am 1. Januar 2009 trat Sachiko Kobayashi während der Schlusszeremonie des 88. Meisterschaftsturnier für den Kaiserpokal im Olympiastadion Tokio auf.
Am 16. und 17. Januar 2010 erschien Sachiko Kobayashi in Taipei inmitten einer internationalen Konferenz vor 9000 Leuten mit der gleichen Kleidung, die sie bei ihren Auftritten in Kōhaku Uta Gassen von 1993 und 2006 trug.
Um die Betroffenen beim Großen Tōhoku-Erdbeben vom 11. März 2011 aufzumuntern, begab sich Sachiko Kobayashi mit ihrer prachtvollen Bühnenkleidung und zehn Tonnen Reis nach Sōma und nahm an der Vorbereitung des Reises für 12.000 Flüchtlinge teil. Mit einem von ihr selbst bezahlten großen LKW wurden Güter für neun Zufluchtsorte geliefert. Zusammen mit Freiwilligen teilte Sachiko Kobayashi Nahrungsmittel aus und sang den Opfern Omoide Sake und andere Lieder vor.

## Auszeichnungen für Musikverkäufe
| Goldene Schallplatte - Hongkong - 1989: für das Album Yukitsubaki Enka Hits |

| Land/RegionAuszeichnungen für Musikverkäufe (Land/Region, Auszeichnungen, Verkäufe, Quellen) | Gold  | Platin | Verkäufe | Quellen |
| -------------------------------------------------------------------------------------------- | ----- | ------ | -------- | ------- |
| Hongkong (IFPI/HKRIA)                                                                        | Gold1 | —      | 10.000   | ifpi.dk |
| Insgesamt                                                                                    | Gold1 | —      |          |         |